# Bratislavské rozprávky
Bratislavské rozprávky je československý a později slovenský animovaný seriál, který zobrazuje příběhy z dávné minulosti, vycházející ze zdrojů národní kultury Bratislavy a jejího okolí. Seriál byl vyroben v letech 1991 až 1999. Režírovali ho Rudolf Urc a Ondrej Slivka, který ho i nakreslil.

## Seznam dílů
1. Žabia studňa
2. Kôň so zelenou hrivou
3. Posledné vedro
4. Biela pani Lucia
5. Stolček
6. Dobrý duch rieky Dunaja
7. Vinársky um
8. Dunajská kráľovná
9. Rybí kráľ
10. Rytier a drak
11. Biela pani pivovaru
12. Buknova dcéra
13. Hrmiaci voz
14. Toporťan